# سیارک ۴۱۳۸
سیارک ۴۱۳۸ (به انگلیسی: 4138 Kalchas، نامگذاری:1973SM) چهار هزار و صد و سی و هشتمین سیارک کشف شده‌است که در ۱۹ سپتامبر ۱۹۷۳ کشف شد.
قدر مطلق سیارک برابر ۹٫۸۰ است.